# Стеніу Ґарсія
Стеніу Ґарсія Фару (порт. Stênio Garcia Faro, нар. 28 квітня 1932, Мімозу-ду-Сул, Еспіріту-Санту, Бразилія) — бразильський актор.

## Біографія
У 17-річному віці Ґарсія вступив до комуністичної партії. Вперше актор з'явився на сцені 1958 року, беручи участь у п'єсі 
«Марія Стюарт».
Світову популярність йому принесла роль дядька Алі у серіалі «Клон». 
 Актор вперше одружився з акторкою Клейдою Яконіс. Цей шлюб тривав до 1969 року. Його другою дружиною стала акторка Кларісі Піовезян. З нею у Ґарсії народилось дві доньки — Кассія і Гайя. Зараз актор одружений з Марілені Сааді. Вона молодша за нього на 36 років. 
Ґарсія має давні дружні стосунки з Антоніо Фаґундесом. Вони разом знімались у двох версіях серіалу «Важка ноша».

## Вибрана фільмографія
- 2012 — Георгій Переможець — Артуро
- 2009 — Дороги Індії — Доктор Кастаньйо
- 2008 — Два обличчя — Баррету
- 2003-2007 — Важка ноша — Біно
- 2007 — Пророк — Жако
- 2005 — Сьогодні — день Марії 2  — Асмодеу Картола/Асмодеу Жуїз
- 2005 — Сьогодні — день Марії — Асмодеу
- 2005  — Дім з піску — Луіз
- 2004 — Спаситель — Акасіу
- 2003 — Кубанакан — Рубіо Монтенегро
- 2002 — Пастори ночі (телесеріал за романом Жоржі Амаду «Пастори ночі») — Шалуб
- 2001 — Клон — дядько Алі (Сід Алі)
- 2001 — Покровителька — Антоніо
- 2000 — Кабрал — Сім'я Майа — Мануель Монфорте
- 2000 — Цирк людських якостей — Шикан

- 2000 — Я, ти, вони — Зезіньйо
- 2000 — Стіна — Караіба
- 1998 — Лабіринт — Жонас
- 1998 — Неприкорбана Гільда — Тоніку Мендес
- 1998 — Вавилонська вежа — Бруно Мая
- 1996 —  Фатальний спадок — Зе ду Арагуая
- 1995 —  Серце, що розривається — Пепе
- 1995 — Спад — Таварес Бранко Фільо
- 1994 — Тропіканка — Самуель
- 1993 — Серпень — Рамос
- 1992 — Тілом і душею — Домінго Біанчі
- 1991 — Гра в полях господніх — Боронаї
- 1992 — Повелитель світу — Еркулану Масіель
- 1991 — Моя любов, моя печаль — Аржеміру
- 1989 — Що я за король? — Коркоран
- 1986 — Кам'яний ліс — Педру
- 1984 — Падре Сісеру — Падре Сісеру
- 1984 — Тілом до тіла — Амаурі Пелегріні
- 1982 — Счасливий фінал — Антоніо
- 1981 — Безкінечні землі — Жоакім
- 1979 — Чудова квасоля
- 1979 — Важкий тягар — Біно
- 1974 — Габріела — Фелісміно
- 1974 — Злочин Зе Бігоньї — Шикан
- 1973 — Напівбог — Лорде Жозе